# Hoplitis onychophora
Hoplitis onychophora är en biart som först beskrevs av Mavromoustakis 1939.  Hoplitis onychophora ingår i släktet gnagbin, och familjen buksamlarbin. Inga underarter finns listade i Catalogue of Life.